# Мігел Нобрега
Міге́л Райму́нду Но́брега (порт. Miguel Raimundo Nóbrega; нар. 17 квітня 2000) — португальський футболіст, захисник клубу «Віторія» (Гімарайнш).

## Клубна кар'єра

### «Бенфіка»
Вихованець клубів «Марітіму» та «Насьйонал» з рідного міста, а 2010 року приєднався до академії лісабонської «Бенфіки». 24 травня 2018 року продовжив контракт з клубом до 2023 року.
5 травня 2019 року дебютував за резервну команду в матчі Сегунда-ліги проти «Порту Б».
30 вересня 2020 року відправився в сезонну оренду в швейцарський «Грассгоппер». 16 жовтня дебютував за нову команду в матчі Челендж-ліги проти «Ксамакса», вийшовши на заміну Фабіо Феру. Всього за час оренди провів 17 поєдинків, допомігши команді здобути підвищення в класі.
16 січня 2022 року в поєдинку проти «Насьйонала» забив свій перший гол у професіональній кар'єрі.

### «Ріу Аве»
15 липня 2022 року на правах вільного агента приєднався до «Ріу Аве». 6 серпня дебютував за «Ріу Аве» в матчі Прімейра-ліги проти «Візели», вийшовши в стартовому складі. 12 листопада 2023 року в поєдинку Прімейра-ліги проти «Жил Вісенте» забив свій перший гол за клуб.
6 вересня 2024 року відправився в сезонну оренду в польський «П'яст». 25 жовтня дебютував за нову команду в матчі польської Екстракляси проти гданської «Лехії», вийшовши в стартовому складі. Всього за час оренди провів п'ять поєдинків.

### «Віторія» (Гімарайнш)
28 червня 2025 року підписав трирічний контракт з клубом «Віторія» (Гімарайнш). 11 серпня дебютував за «Віторію» в матчі Прімейра-ліги проти «Порту», вийшовши в стартовому складі. 16 серпня 2025 року в поєдинку Прімейра-ліги проти «Ештуріла» забив свій перший гол за «Віторію».

## Кар'єра в збірній
Виступав за збірні Португалії до 16 і до 18 років

## Статистика виступів
Станом на 16 серпня 2025
| Клуб                | Сезон             | Чемпіонат         | Чемпіонат | Чемпіонат | Кубок | Кубок | Кубок ліги | Кубок ліги | Єврокубки | Єврокубки | Інші  | Інші | Всього | Всього |
| Клуб                | Сезон             | Дивізіон          | Матчі     | Голи      | Матчі | Голи  | Матчі      | Голи       | Матчі     | Голи      | Матчі | Голи | Матчі  | Голи   |
| ------------------- | ----------------- | ----------------- | --------- | --------- | ----- | ----- | ---------- | ---------- | --------- | --------- | ----- | ---- | ------ | ------ |
| Бенфіка Б           | 2018–19           | Сегунда-ліга      | 3         | 0         | —     | —     | —          | —          | —         | —         | —     | —    | 3      | 0      |
| Бенфіка Б           | 2020–21           | Сегунда-ліга      | 1         | 0         | —     | —     | —          | —          | —         | —         | —     | —    | 1      | 0      |
| Бенфіка Б           | 2021–22           | Сегунда-ліга      | 23        | 2         | —     | —     | —          | —          | —         | —         | —     | —    | 23     | 2      |
| Бенфіка Б           | Всього            | Всього            | 27        | 2         | 0     | 0     | 0          | 0          | 0         | 0         | 0     | 0    | 27     | 2      |
| → Грассгоппер       | 2020–21           | Челендж-ліга      | 15        | 0         | 2     | 0     | —          | —          | —         | —         | —     | —    | 17     | 0      |
| Ріу Аве             | 2022–23           | Прімейра-ліга     | 11        | 0         | 1     | 0     | 2          | 0          | —         | —         | —     | —    | 14     | 0      |
| Ріу Аве             | 2023–24           | Прімейра-ліга     | 22        | 1         | 1     | 0     | 0          | 0          | —         | —         | —     | —    | 23     | 1      |
| Ріу Аве             | 2024–25           | Прімейра-ліга     | 1         | 0         | 0     | 0     | 0          | 0          | —         | —         | —     | —    | 1      | 0      |
| Ріу Аве             | Всього            | Всього            | 34        | 1         | 2     | 0     | 2          | 0          | 0         | 0         | 0     | 0    | 38     | 1      |
| → П'яст             | 2024–25           | Екстракляса       | 5         | 0         | 0     | 0     | —          | —          | —         | —         | —     | —    | 5      | 0      |
| Віторія (Гімарайнш) | 2025–26           | Прімейра-ліга     | 2         | 1         | 0     | 0     | 0          | 0          | —         | —         | —     | —    | 2      | 1      |
| Всього за кар'єру   | Всього за кар'єру | Всього за кар'єру | 83        | 4         | 4     | 0     | 2          | 0          | 0         | 0         | 0     | 0    | 89     | 4      |